# Henryk Grychnik
Henryk Grychnik (ur. 22 sierpnia 1933 w Zabrzu) – polski śpiewak operowy i oratoryjno-kantatowy (tenor).
Były solista Opery Śląskiej w Bytomiu (1956-1991) oraz Opery w Zurychu (1968-1970). Śpiewał również w Teatrze Wielkim – Operze Narodowej w Warszawie i Operze Wrocławskiej. Laureat II nagrody Międzynarodowego Konkursu Muzycznego w Genewie (1963), Nagrody Artystycznej miasta Katowice za rok 1974, Złotej Maski (1975) oraz Srebrnej Maski (1978).

## Wybrane partie operowe
- Almaviva (Cyrulik sewilski, Rossini)
- Damazy i Stefan (Straszny dwór, Moniuszko)
- Don Basilio (Wesele Figara, Mozart)
- Edgar (Łucja z Lammermooru, Donizetti)
- Ferrando (Così fan tutte, Mozart)
- Leński (Eugeniusz Oniegin, Czajkowski)
- Orfeusz (Orfeusz w piekle, Offenbach)
- Pong (Turandot, Puccini)